# Jasmin St. Claire
Rhea Alessandra Calaveras, més coneguda com a Jasmin St. Claire (Illes Verges, Estats Units, 23 d'octubre de 1972), és una actriu porno estatunidenca. En gener de 2011, va ingressar en el saló de la fama de l'AVN.

## Biografia[calcitació]
La seva infantesa va tenir lloc en indrets tan diferents com Londres, Nova York, França i Califòrnia.
Aquest fet va li va oferir un gran bagatge cultural. Després de ser animadora (cheerleader) a l'institut, es va matricular en la Universitat de Colúmbia, a on es va llicenciar en l'aprenentage d'idiomes.
La seva activitat professional va començar en un banc, encarregant-se d'afers de comerç exterior, però aviat va començar a posar com a model eròtica i a ballar per augmentar els seus ingressos. Després d'una gira de ball per l'estat de Florida, Jasmin va decidir que volia esdevenir una actriu eròtica, St. Claire va entrar en el negoci del porno, i va signar un contracte en exclusiva amb el director de cinema pornogràfic John T. Bone.
La seva aparició a escala internacional es va produir quan es va decidir a batre el rècord de gangbang que fins a aquest moment tenia l'actriu eròtica Annabel Chong.
En la pel·lícula The World´s Biggest Gangbang II, Jasmine va batre la marca de 251 homes que tenia l'actriu asiàtica, establint un nou rècord en 300 homes. No obstant això, es va generar una certa polèmica sobre aquest tema, ja que la marca de 300 homes en 4 hores, que va quedar registrada de manera oficial, no es corresponia exactament amb la realitat, ja que 300 va ser el total de vegades en què els companys de Jasmin en la pantalla van arribar a l'orgasme, tanmateix no van ser en realitat més de 100 candidats els que van interactuar realment amb l'artista.
Des de 1995 fins a l'actualitat, en què es troba retirada i té enfocada la seva carrera en altres àmbits, Jasmine té en el seu haver poc més de seixanta títols, tanmateix no ha estat molt prolífica. D'entre ells, a més del comentat World´s Biggest Gangbang II, cal destacar Planet Jasmin: Bang in the Park.
Actualment, Jasmine realitza activitats d'allò més variat. Una vegada finalitzada la seva carrera com a actriu, continua posant com a model de fotografia eròtica, participa en espectacles en la ciutat de Las Vegas, Nevada, amb costosíssims vestuaris i efectes de foc, i fins i tot ha iniciat una carrera en la lluita lliure. Tot això ho combina amb diferents aparicions en els mitjans de comunicació i algunes intervencions en pel·lícules tradicionals, com la seva propera intervenció en el film Communication Breakdown.
Després d'abandonar la companyia Metro, va fitxar amb Extreme Associates, però la seva estada en la companyia de Rob Black va ser molt fugaç, ja que va decidir retirar-se per començar un carrera com a lluitadora de lluita lliure. De fet, actualment es prepara en arts marcials per arribar a ser lluitadora professional. Jasmin ha intervingut en alguns dels més coneguts shows de radio i televisió, com els de Howard Stern, Charles Perez i Jerry Springer.
St. Claire parla francès, italià, espanyol, alemany i coneix la llengua de signes. Jasmin en el seu moment va expressar el seu desig de ser mestra en acabar la seva carrera, estant fins i tot disposada a fer-se cirurgia en el rostre perquè el seu passat no interferís en la seva nova carrera. Jasmin va mantenir una relació amb la actriu Jewell D´Nyle, malgrat que va rebutjar realitzar escenes lèsbiques com a actriu. St. Claire es va retirar de la indústria pornogràfica el 2002.